# Hirmuste (Saaremaa)
Koordinaten: 58° 15′ N, 22° 14′ O
Hirmuste ist ein Dorf (estnisch küla) auf der größten estnischen Insel Saaremaa. Es gehört zur Landgemeinde Saaremaa (bis 2017: Landgemeinde Lääne-Saare) im Kreis Saare.
Das Dorf hat fünfzehn Einwohner (Stand 1. Januar 2016). Seine Fläche beträgt 13,35 km².